# 스테프 호턴
스테퍼니 제인 호턴(영어: Stephanie Jayne Houghton, 1988년 4월 23일 ~ )은 잉글랜드의 은퇴한 여자 축구 선수이다. 포지션은 수비수이다.

## 클럽 경력
2002년부터 2007년까지 선덜랜드에서 활약했다. 2005-06 시즌에서는 선덜랜드의 FA 여자 프리미어리그 북부 디비전 승격을 이끌었고 2006-07 시즌에서는 잉글랜드 축구 협회로부터 올해의 청소년 여자 축구 선수로 선정되었다. 2007년에 선덜랜드가 FA 여자 내셔널리그 노스로 강등되면서 리즈 유나이티드로 이적했고 2009-10 시즌에서는 리즈 유나이티드의 FA 여자 프리미어리그컵 우승을 이끌었다.
2010년 8월에는 아스널로 이적했고 2012년 4월에는 FA 여자 슈퍼리그 디지털 미디어 홍보대사로 임명되었다. 2014년 1월 1일에는 맨체스터 시티로 이적했다. 2023-24 시즌을 끝으로 은퇴하였다.

## 국가대표 경력
2007년 3월 8일에 열린 러시아와의 경기에서 후반 28분에 에밀리 웨스트우드와 교체 출전하면서 잉글랜드 여자 축구 국가대표팀 선수로 데뷔했으며 잉글랜드는 이 경기에서 6-0 승리를 기록했다. 2007년 3월 11일에 열린 스코틀랜드와의 경기에서 처음으로 선발 출전했고 잉글랜드는 이 경기에서 1-0 승리를 기록했다. 하지만 2007년 FIFA 여자 월드컵은 다리 부상으로 인해 참가하지 못했고 UEFA 여자 유로 2009는 십자인대 손상으로 인해 참가하지 못했다.
2009년 5월에는 잉글랜드 여자 축구 국가대표팀의 핵심 선수 17명 가운데 한 사람으로서 잉글랜드 축구 협회와의 계약을 체결했으며 3차례의 FIFA 여자 월드컵(2011년, 2015년, 2019년), 2차례의 UEFA 유럽 여자 축구 선수권 대회(2013년, 2017년)에 참가했다. 특히 2015년 FIFA 여자 월드컵에서는 잉글랜드 여자 축구 국가대표팀의 주장을 맡았고 잉글랜드의 사상 첫 FIFA 여자 월드컵 준결승전 진출에 공헌했다.
2012년 런던 하계 올림픽에서는 영국 여자 축구 국가대표팀의 일원으로 참가했으며 조별 리그 3경기에서 연속으로 3골을 기록했다. 2018년 11월 11일에 열린 스웨덴과의 경기에서 A매치 100경기 출전 기록을 수립했다.

## 사생활
스테프 호턴은 2018년 6월 21일에 볼턴 원더러스에서 수비수로 활약했던 남자 축구 선수인 스티븐 다비와 결혼했다. 스티븐 다비는 29세 시절에 운동 뉴런증으로 인하여 축구계에서 은퇴했다.

## 수상

### 클럽
아스널
- FA 여자 슈퍼리그 2회 우승 (2011, 2012)
- FA 여자 슈퍼리그컵 2회 우승 (2012, 2013)
- FA 여자컵 2회 우승 (2010-11, 2012-13)

맨체스터 시티
- FA 여자 슈퍼리그 1회 우승 (2016)
- FA 여자 슈퍼리그컵 2회 우승 (2014, 2016)
- FA 여자컵 2회 우승 (2016-17, 2018-19)

### 국가대표
- 키프로스컵 3회 우승 (2009, 2013, 2015)
- 시빌리브스컵 1회 우승 (2019)